# Friedrich Julius Hammer
Friedrich Julius Hammer (Dresda, 7 giugno 1810 – Norimberga, 23 agosto 1862) è stato un poeta e scrittore tedesco.

## Biografia
Nel 1831 frequentò l'Università di Lipsia per studiare legge, ma si dedicò principalmente nella filosofia e nella letteratura. Ritornando a Dresda nel 1834, una piccola commedia, Das seltsame Frühstück, lo ha introdotto alla società letteraria della capitale, in particolare il poeta Ludwig Tieck, e da questo momento si dedicò interamente alla scrittura. Nel 1837 torna a Lipsia e a Dresda, dal 1851 al 1859 ha pubblicato il feuilleton intitolato Sächsische konstitutionelle Zeitung, e si introdusse come direttore, nel 1855, nel Schiller Institute a Dresda. Il suo matrimonio avvenuto nel 1851 lo aveva reso indipendente dal quale si procurò una piccola proprietà a Pillnitz, subito dopo si trasferì a Norimberga dove morì.
Hammer scrisse, oltre a diverse commedie, dei drammi, Die Brüder (1856), e i romanzi come Einkehr und Umkehr (Lipsia, 1856); Ma la sua reputazione si basa sulle sue poesie epigrammatiche e didattiche.
La sua opera Schau um dich, und schau in dich (1851), ebbe un notevole successo di fatto fu pubblicato in trenta edizioni. In seguito fece In allen guten Stunden (1854), Fester Grund (1857), Auf stillen Wegen (1859), e Lerne, liebe, lebe (1862).
Oltre a questi, ha scritto un libro di poesie in lingua turca: Unter dem Halbmond (Lipsia 1860), Leben und Heimat a Gott, di cui fu creata in 14° edizioni (1900). Fu membro del Naturforschenden Gesellschaft Isis di Dresda.